# Кубышко, Георгий Иванович
Георгий Иванович Кубышко (1907—1945) — капитан Рабоче-крестьянской Красной Армии, участник Великой Отечественной войны, Герой Советского Союза (1944).

## Биография
Георгий Кубышко родился в 1907 году в деревне Фёдоровка (ныне — Суражский район Брянской области). После окончания семи классов школы работал в органах ОГПУ-НКВД СССР. В 1939 году Кубышко окончил курсы усовершенствования командного состава. В 1941 году он был призван на службу в Рабоче-крестьянскую Красную Армию. С июня того же года — на фронтах Великой Отечественной войны.
К октябрю 1943 года лейтенант Георгий Кубышко командовал взводом 85-го отдельного моторизованного понтонно-мостового батальона 61-й армии Центрального фронта. Отличился во время битвы за Днепр. В ночь с 5 на 6 октября 1943 года взвод Кубышко переправлял десантные группы на плацдарм на западном берегу Днепра в районе села Любеч Репкинского района Черниговской области Украинской ССР. Во время седьмого рейса Кубышко получил ранение, но остался на своём посту и совершил ещё три рейса, а затем ещё двое суток переправлял через Днепр танки. Только за первую ночь взвод Кубышко переправил через реку около 350 бойцов и командиров со всем вооружением.
Указом Президиума Верховного Совета СССР «О присвоении звания Героя Советского Союза генералам, офицерскому, сержантскому и рядовому составу Красной Армии» от 15 января 1944 года за «образцовое выполнение боевых заданий командования на фронте борьбы с немецкими захватчиками и проявленными при этом отвагу и геройство» лейтенант Георгий Кубышко был удостоен высокого звания Героя Советского Союза с вручением ордена Ленина и медали «Золотая Звезда» за номером 2937.
11 февраля 1945 года Кубышко погиб в бою на территории Польши. Похоронен под городом Жепин Любушского воеводства.
Был также награждён орденами Отечественной войны 1-й степени и Красной Звезды, рядом медалей.